# Jetsex
Jetsex est un groupe de punk rock français, originaire de Paris. Pendant son activité, le groupe se composait de Miko Bilbao (chant), Jimmy Jazz (basse), Pat (guitare), Nono Aldente (batterie), Vincent Van Cock (guitare). Jetsex a joué en Europe, au Mexique, aux États-Unis, et au Japon. Bien que n'ayant annoncé aucune séparation, le groupe ne montre plus aucun signe d'activité depuis 2009.

## Biographie
Jetsex est formé en 1998, à Paris, des cendres d'un groupe local dans lequel jouaient Miko (chant) et Jimmy (basse). De nombreux changements de formation viennent perturber le groupe ; Roger (guitare) et Ben (batterie) sont remplacés par Boban (guitare), puis par Yann. Nono remplacera Ben derrière les fûts. 
En 2004, le guitariste Jeep quitte le groupe quelques mois après la sortie d'un split avec Murphy's Law. Il est alors remplacé par Phil (ex-guitariste des Burning Heads), avec lequel le groupe enregistre son premier album studio, Paris by Night, qui sort la même année,. Le groupe s'envole par la suite en Europe, aux États-Unis, au Mexique et au Japon, et partage des affiches avec d'autres groupes tels que Murphy's Law, The Dwarves, The Skulls, The Queers, Burning Heads, et Pansy Division. 
En 2007, ils publient un split avec Justin(e). En juillet 2008, ils publient deux nouveaux titres sur leur profil MySpace, issus de leur album à paraitre. Le groupe revient avec un nouvel album, intitulé Sexually Challenged, publié au mois de mai 2009, et auto-produit par Jetsex. Enregistré par Xavier Cazemajou au très réputé Twin Studio qui se situe à Paris, masterisé par Alan Douches au West West Side Music à New York. Les 10 et 11 avril 2009, ils participent au Free Edge Fest, aux côtés notamment de Mad Sin, The Unseen, et Guerilla Poubelle. Bien que n'ayant annoncé aucune séparation, le groupe ne montre plus aucun signe d'activité depuis 2009.
Certains membres se sont retrouvés de par la suite dans des groupes tels que Crossing the Rubicon, Love Computer, Last Night ou Frustration.

## Discographie
- 2001 New York City / Paris Mon Amour (split avec Murphy's Law ; Soul Frequency Records)
- 2001 : Demo 2001 (démo)
- 2004 : Paris by Night (Age of Venus Records)
- 2007 : Split avec Justin(e) (Guerilla Asso / Slow Death)
- 2009 : Sexually Challenged (Jazz Wreck, Mighty Worms, Ben Salad, Free Edge Conspiracy)